# Esteban
Esteban [est'eβ̞an], eine spanische Form von Stephan, ist ein spanischer männlicher Vorname sowie Familienname.

## Namensträger

### Vorname
- Esteban Batista (* 1983), uruguayisch-spanischer Basketballspieler
- Esteban Alvarado Brown (Esteban; * 1989), costa-ricanischer Fußballspieler
- Esteban Cambiasso (* 1980), argentinischer Fußballspieler
- Esteban Canal (1896–1981), peruanischer Großmeister im Schach
- Esteban Carvajal (* 1988), chilenischer Fußballspieler
- Esteban Chaves (* 1990), kolumbianischer Radrennfahrer
- Esteban Daza (1537–1591), spanischer Komponist
- Esteban de Jesús (1951–1989), puerto-ricanischer Boxer
- Esteban Echeverría (1805–1851), argentinischer Schriftsteller
- Esteban Fekete (1924–2009), deutsch-argentinischer Maler
- Esteban Nicolás González (* 1978), argentinischer Fußballspieler
- Esteban Granero (* 1987), spanischer Fußballspieler
- Esteban Guerrieri (* 1985), argentinischer Rennfahrer
- Esteban Gutiérrez (* 1991), mexikanischer Rennfahrer
- Esteban Jordan (1939–2010), US-amerikanischer Blues- und Latin-Jazz-Akkordeonist
- Esteban Jordán (um 1530–1598), spanischer Holz- und Steinbildhauer
- Esteban María Laxague (* 1957), argentinischer römisch-katholischer Bischof
- Esteban Matus (* 2002), chilenischer Fußballspieler
- Esteban Ocon (* 1996), französischer Rennfahrer
- Esteban Paredes (* 1980), chilenischer Fußballspieler
- Esteban Solari (* 1980), argentinischer Fußballspieler
- Esteban Suárez (* 1975), spanischer Fußballspieler
- Esteban Tuero (* 1978), argentinischer Rennfahrer
- Esteban Volkov (1926–2023), mexikanischer Chemiker und Kurator

Zwischenname
- Bartolomé Esteban Murillo (1617–1682), spanischer Maler des Barock
- Luis Esteban Kyburg (1948–2023), argentinischer Militär
- Rodolfo Esteban Cardoso (* 1968), argentinischer Fußballspieler und -trainer, siehe Rodolfo Cardoso

### Familienname
- Adolfo Roque Esteban Arana (1916–2003), argentinischer Geistlicher, Bischof von Río Cuarto
- Ana Márquez Esteban (* 1986), spanische Pokerspielerin
- Claude Esteban (1935–2006), französischer Dichter und Essayist
- Emilio Esteban-Infantes (1892–1960), spanischer General
- Ignasi Calvet Esteban (* 1948), spanischer Comiczeichner
- Joel Esteban (* 2005), spanischer Motorradrennfahrer
- Jorge Esteban González (* 1966), argentinischer römisch-katholischer Geistlicher, Weihbischof in La Plata
- José María Esteban (* 1954), spanischer Kanute
- Juan Mario Gómez Esteban (* 1958), spanischer Schachspieler
- Julian Esteban (* 1986), Schweizer Fußballspieler
- Maria J. Esteban (* 1956), baskisch-französische Mathematikerin
- Max de Esteban (* 1959), spanischer Fotograf
- Samantha Esteban (* 1979), US-amerikanische Schauspielerin

## Sonstiges
- Provinz Esteban Arce, eine Provinz im südlichen Teil des bolivianischen Departamento Cochabamba
- Carles Gumersind Vidiella i Esteba (1856–1915), katalanischer Pianist, Musikpädagoge und Komponist